# Ферхејвен (Минесота)
Ферхејвен (енгл. Fairhaven) насељено је место без административног статуса у америчкој савезној држави Минесота.

## Демографија
По попису из 2010. године број становника је 358.
| Група             | 2000.    | 2010.       |
| Белци             | 0 (0,0%) | 352 (98,3%) |
| Афроамериканци    | 0 (0,0%) | 0 (0,0%)    |
| Азијати           | 0 (0,0%) | 0 (0,0%)    |
| Хиспаноамериканци | 0 (0,0%) | 3 (0,8%)    |
| Укупно            | 0        | 358         |